# Championnat du Maroc de football de deuxième division 2018-2019
Navigation
Édition précédente Édition suivante
Le Championnat du Maroc de football D2 2018-2019 est la 63e édition du championnat du Maroc de football D2. Elle oppose 16 clubs regroupées au sein d'une poule unique où les équipes se rencontrent deux fois, à domicile et à l'extérieur. En fin de saison, les deux derniers sont relégués et remplacés par les deux premiers clubs du National, l'équivalent de la D3 au Maroc. Les deux premières places sont qualificatives à la Botola Pro 2019-2020.

## Classement
| Rang | Équipe          | Pts | J  | G  | N  | P  | Bp | Bc | Diff |
| ---- | --------------- | --- | -- | -- | -- | -- | -- | -- | ---- |
| 1    | RCA Zemamra P   | 53  | 30 | 13 | 14 | 3  | 33 | 14 | +19  |
| 2    | R Beni Mellal   | 53  | 30 | 14 | 11 | 5  | 38 | 27 | +11  |
| 3    | O Dcheira       | 50  | 30 | 13 | 11 | 6  | 49 | 33 | +16  |
| 4    | Kénitra AC      | 46  | 30 | 10 | 16 | 4  | 44 | 33 | +11  |
| 5    | Maghreb AS      | 46  | 30 | 12 | 10 | 8  | 39 | 30 | +9   |
| 6    | Racing AC R     | 42  | 30 | 10 | 12 | 8  | 43 | 34 | +9   |
| 7    | IZ Khémisset    | 40  | 30 | 9  | 13 | 8  | 34 | 29 | +5   |
| 8    | WS Témara       | 40  | 30 | 9  | 13 | 8  | 29 | 30 | -1   |
| 9    | CA Khénifra R   | 37  | 30 | 9  | 10 | 11 | 23 | 34 | -11  |
| 10   | CR Salmi P      | 36  | 30 | 8  | 12 | 10 | 34 | 36 | -2   |
| 11   | WA Fès          | 35  | 30 | 8  | 11 | 11 | 24 | 27 | -3   |
| 12   | US Sidi Kacem   | 35  | 30 | 8  | 11 | 11 | 31 | 41 | -10  |
| 13   | CJ Ben Guerir   | 33  | 30 | 6  | 15 | 9  | 27 | 32 | -5   |
| 14   | AS Salé         | 32  | 30 | 8  | 8  | 14 | 32 | 43 | -11  |
| 15   | JS El Massira   | 27  | 30 | 6  | 9  | 15 | 26 | 43 | -17  |
| 16   | JS Kasbat Tadla | 21  | 30 | 3  | 12 | 15 | 21 | 44 | -23  |

Source : Goalzz.com